# Niederhofen (Nadrenia-Palatynat)
Niederhofen – miejscowość i gmina w zachodnich Niemczech, w kraju związkowym Nadrenia-Palatynat, w powiecie Neuwied, wchodzi w skład gminy związkowej Puderbach. Liczy 365 mieszkańców (2009). Teren miejscowości był zamieszkiwany od ok. XI wieku. 
Herb przedstawia koło młyńskie na złotym tle, nad zielonym wzgórzem, między dwoma kłosami zboża.